# Thú vui sưu tầm

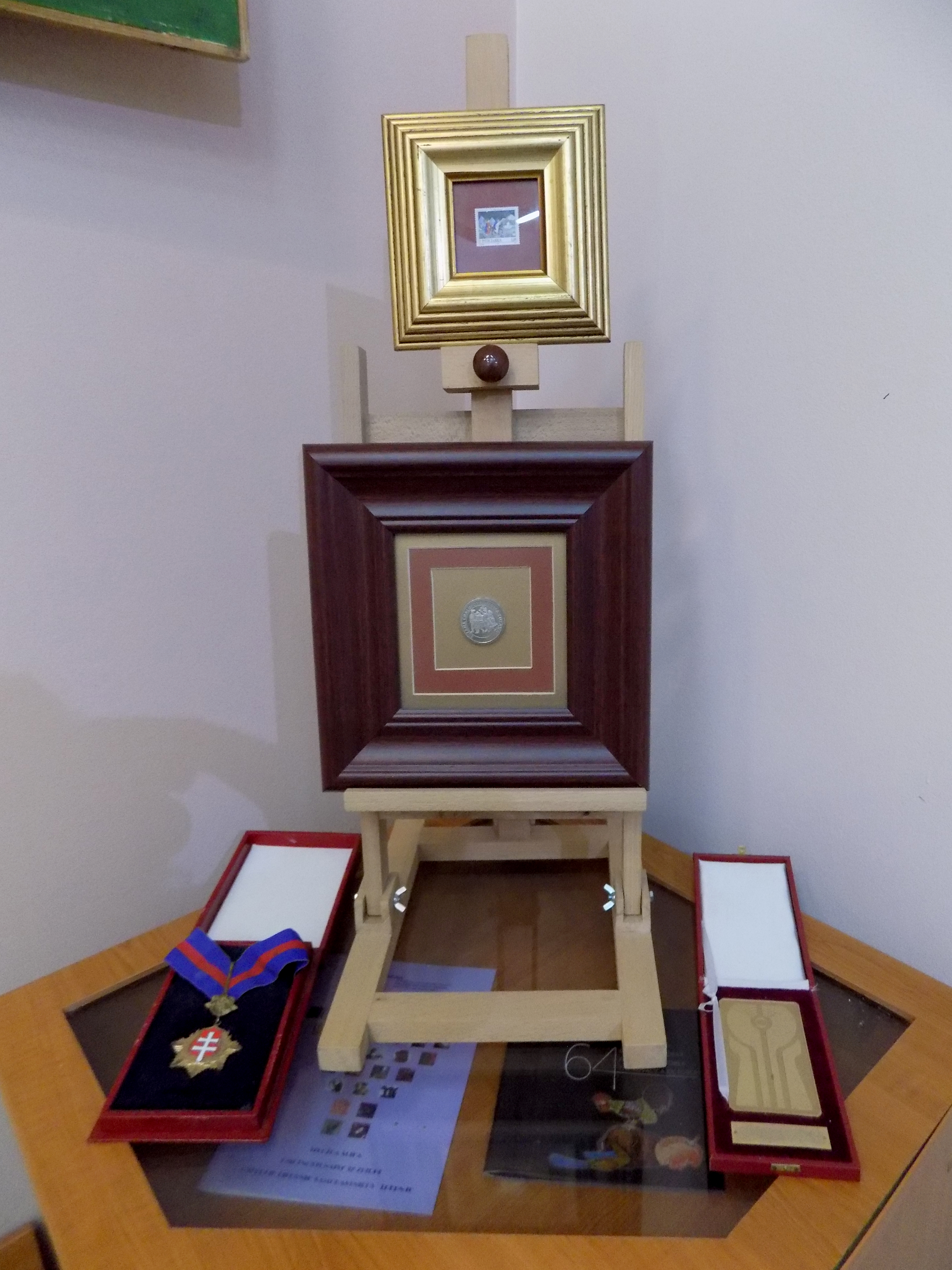
Một bộ sưu tập Zuzana Halupova

Sưu tập (Collecting) hay còn gọi là thú sưu tầm hay thú sưu tập là sở thích sưu tập bao gồm tìm kiếm, sưu tầm, thâu thập, định giá, mua lại, tổ chức, kiểm đếm, lập danh mục, trưng bày, thưởng ngoạn, lưu trữ và bảo quản các vật phẩm sưu tầm mà một nhà sưu tập cá nhân quan tâm. Các yếu tố tâm lý có thể đóng một vai trò trong việc thôi thúc hình thành thú vui sưu tầm và ảnh hưởng của nó đối với cuộc sống của người sưu tập. Carl Jung suy đoán rằng sự hấp dẫn phổ biến của thú vui sưu tầm có liên quan đến thói quen tích trữ, ky cóp, nhặt nhạnh trong giai đoạn con người ở vào thời săn bắt và hái lượm từng là thói quen thiết yếu cho sự tồn tại của con người. Từ thú vui sưu tập đơn thuần của các cá nhân mà sau này đã phát triển thành công tác sưu tập, lưu trữ, hệ thống hóa hiện vật trong các bộ sưu tập hiện vật bảo tàng tại các viện bảo tàng.

## Đại cương
Sưu tập là sở thích thời thơ ấu của một số người, nhưng đối với những người khác, đó là sự đeo đuổi suốt đời hoặc điều gì đó bắt đầu ở tuổi trưởng thành. Những nhà sưu tập bắt đầu sớm trong đời thường thay đổi mục tiêu của họ khi họ già đi. Một số nhà sưu tập mới bắt đầu bằng cách mua những món đồ thu hút họ và sau đó từ từ học cách xây dựng bộ sưu tập, trong khi những người khác thích phát triển một số nền tảng trong lĩnh vực này trước khi bắt đầu mua các món đồ. Sự xuất hiện của internet như một diễn đàn toàn cầu dành cho các nhà sưu tập khác nhau đã dẫn đến việc nhiều người đam mê tìm thấy nhau. Các bộ sưu tập khác nhau ở nhiều khía cạnh gồm phạm vi, đối tượng, mục đích, cách trình bày. Cách rõ ràng nhất để phân loại các bộ sưu tập là theo loại đối tượng được thu thập. Trong bộ sưu tập, các đồ vật có thể là đồ cổ hoặc đơn giản là đồ sưu tập. Đồ cổ là những món đồ có thể sưu tập được ít nhất 100 năm tuổi, trong khi những món đồ sưu tập khác là những món đồ gần đây tùy ý, những đồ sưu tập tương đối cũ chưa phải là đồ cổ. Các sản phẩm thường trở nên có giá trị hơn theo thời gian. Thuật ngữ đồ cổ thường dùng để chỉ các mặt hàng được sản xuất cách đây hơn 100 năm. Mặc dù trong một số lĩnh vực, chẳng hạn như ô tô cổ, khung thời gian ít nghiêm ngặt hơn. Đối với đồ nội thất cổ, giới hạn theo truyền thống được đặt ra vào những năm 1830. Các nhà sưu tập và đại lý bán đồ cổ thường sử dụng từ cổ điển, hay đồ cũ, đồ xưa để mô tả những món đồ sưu tập cũ có niên đại còn "quá mới" để được gọi là đồ cổ đúng chuẩn, Ví dụ như trang web bán hàng thủ công mỹ nghệ Etsy yêu cầu các mặt hàng dán nhãn "cổ điển" được bán trên nền tảng của web này phải đảm bảo "ít nhất 20 năm tuổi đời".

## Phân loại

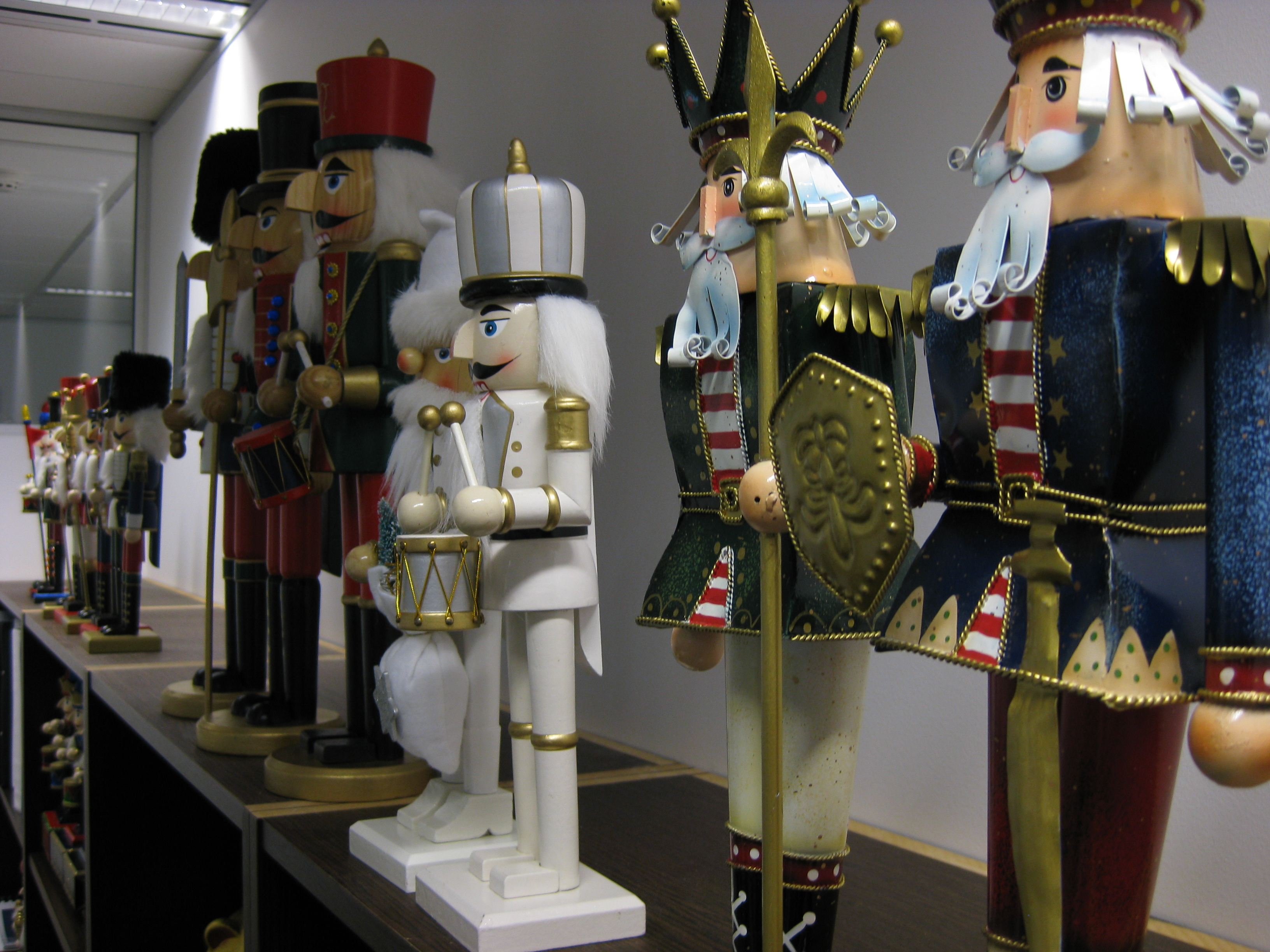
Một bộ sưu tập búp bê kẹp hạt dẻ

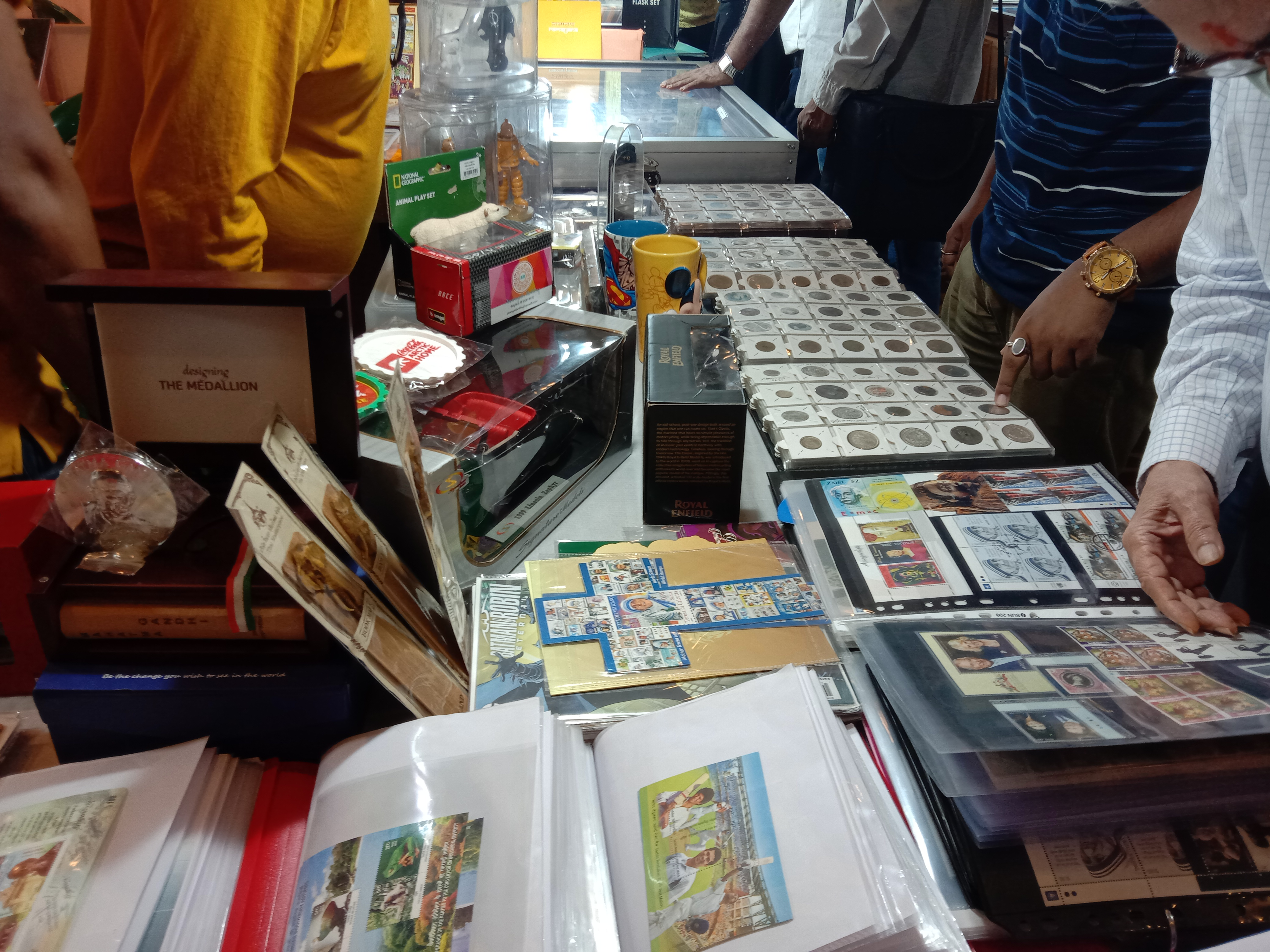
Các mẫu vật sưu tập về số và tem được trưng bày tại triển lãm ở Ấn Độ

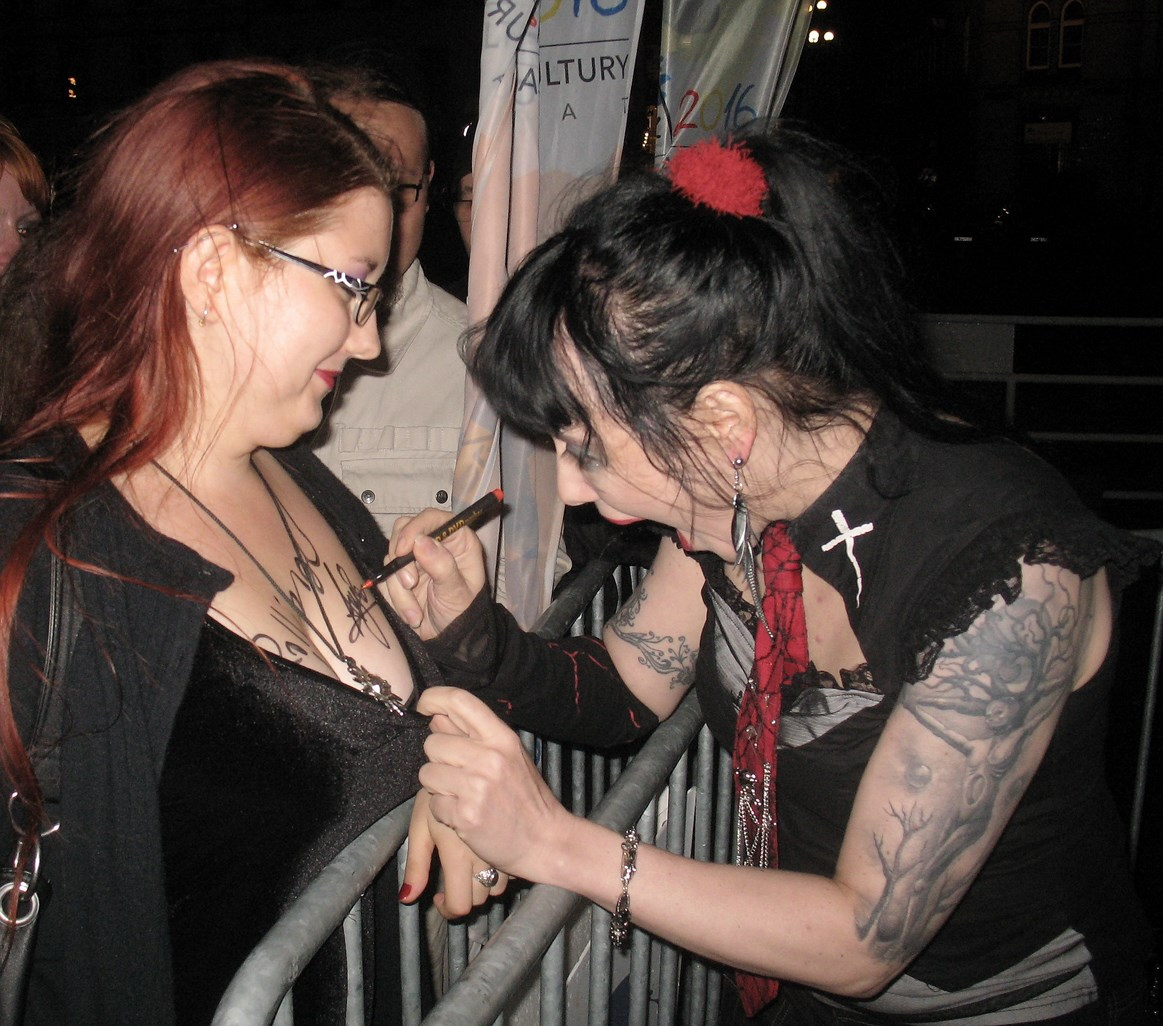
Sưu tập chữ ký của người nổi tiếng

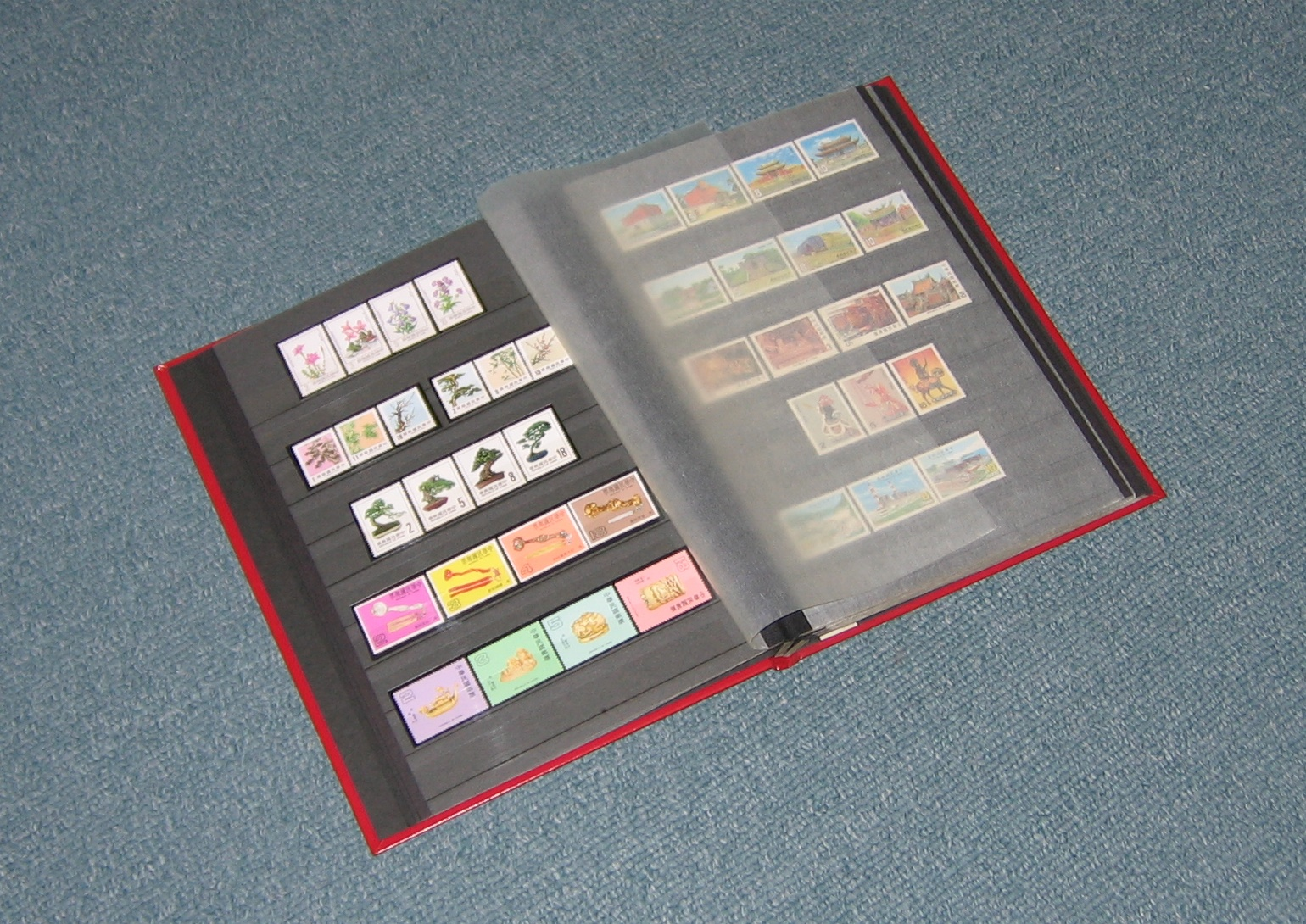
Album tem dùng để sưu tầm tem bưu chính

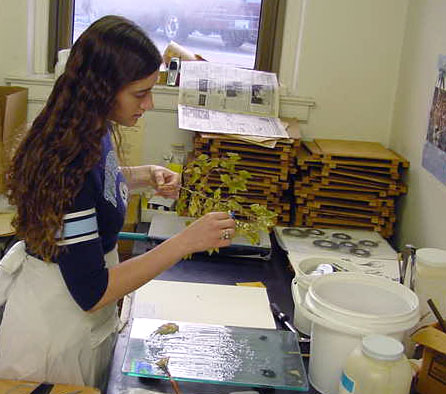
Bộ sưu tập mẫu cây

- Sưu tầm đồ cổ và cổ vật hay còn gọi là cổ ngoạn: Đây là một thú chơi dành cho những người đam mê cổ ngoạn và cũng có nhiều nhà sưu tập đồ cổ có riêng cho mình những bảo tàng tư nhân phong phú, đa dạng và có giá trị lịch sử.
  - Sưu tầm đèn cổ (các loại đèn dầu cổ, các loại đèn dầu thời kỳ cận đại, tiền công nghiệp, thời công nghiệp hóa)
  - Sưu tầm đồ thờ (bộ đồ thờ, bộ tam sự, lư đồng, lư hương)
  - Sưu tầm đồ gốm cổ
  - Sưu tầm đồ đồng cổ (sưu tầm các loại hiện vật đồ đồng được chế tác nghệ thật từ thời cổ)
  - Sưu tập bình cổ các loại
  - Sưu tập các loại chén, ly, tách, cố các loại, nhất là các loại ly bầu, chén thánh trong các nghi lễ tôn giáo
  - Sưu tầm tranh cổ (dòng tranh lịch sử), các bức họa lâu đời
  - Sưu tập tiền cổ[5][6][7]
- Sưu tầm các kỷ vật, đồ gia bảo là những hiện vật sưu tầm mang những ý nghĩa nhất định
- Sưu tầm các vật lưu niệm, giải thưởng, bộ huy chương, kỷ niệm chương, cúp thưởng các loại và các hiện vật khen thưởng khác, đây cũng là thú sưu tầm phổ biến
- Sưu tập tiền các loại tiền tệ trên thế giới[8][9].
- Sưu tập tiền xu là một thú vui vua chúa thời Trung cổ
- Sưu tập xe hơi, gồm thú vui thượng lưu săn các dòng xe mới ra, sưu tầm xe đời cổ, các dòng xe cổ điển, thể hiện thú vui đẳng cấp
- Sưu tầm rượu
- Sưu tập tem
- Sưu tập bưu thiếp
- Sưu tầm danh thiếp, thẻ điện thoại[10][11]
- Sưu tầm sách (đây là thú vui phổ biến của những người yêu thích sách, mê sách, nhất là các loại sách cũ, sách xưa như là một thói quen tao nhã, trí thức, với các bộ sưu tập sách vở đồ sộ tại các thư viện, cửa hàng sách cũ, nhà sách), cũng có những người bị hội chứng ám ảnh tích trữ mà mắc phải bệnh mê sách, hội chứng chất chồng sách dẫn đến thu tập la liệt sách vở các loại.
- Sưu tầm truyện tranh được những bạn yêu mến truyện tranh, manga, anime quan tâm, săn những tập truyện đã xuất bản và chia sẽ những bộ truyện tranh gắn với tuổi thơ, ký ức học sinh, sinh viên khi còn ở nhà trường, giảng đường
- Sưu tầm các bìa nhãn trên các sản phẩm[12][13][14]
- Sưu tập báo chí, tạp chí, sưu tầm và lưu giữ các mẫu tin (thường là cắt tờ báo ra để giữ những mẫu tin, dòng tin, bản tin) đây gọi là những tạp chí thủ công hay tạp chí tự biên, tạp chí cá nhân.
- Sưu tập ảnh (lập thành các bộ sưu tập ảnh)
- Sưu tầm phim ảnh (sưu tầm về các dòng phim, tưa phim đã phát hành, các kỷ vật, hiện vật làm phim) đặc biệt là việc sưu tập bìa phim (Film poster) đã ấn bản.
- Sưu tầm băng đĩa các loại bao gồm là sưu tầm các đĩa nhạc, là thú vui của những người yêu âm nhạc và hoài niệm, nhất là những dòng nhạc xưa, dòng nhạc trữ tình, nhạc tiền chiến mà nay không còn thịnh hành hoặc
- Sưu tập bật lửa zippo là các đồ vật, kỷ vật mà những người lính Mỹ thường xài trên chiến trường Việt Nam khi họ tham chiến ở xứ sở này, đây là sở thích sưu tầm có xu hướng phát triển mạnh sau thời kỳ chiến tranh Việt Nam như một kiểu hoài niệm.
- Sưu tập đồ chơi là sở thích sưu tầm, lưu giữ các loại đồ chơi
- Sưu tập gấu bông và thú nhồi bông các loại (ví dụ như Bảo tàng gấu Teddy ở Phú Quốc)
- Sưu tập búp bê là sở thích của nhiều người yêu thích những con búp bê các loại, và ngày nay, trên chế giới có nhiều bảo tàng, trưng bày, triễn làm về chủ đề búp bê
- Sưu tập các nhãn thương hiệu, là niềm đam mê sưu tập, tập hợp các nhãn hiệu nỗi tiếng
- Sưu tầm hàng hiệu trong lĩnh vực thời trang (săn các mặt hàng hiệu phiên bản giới hạn, phiên bản độc nhất, hàng xa xỉ)
- Sưu tầm trang phục, áo quần nói chung (có các bảo tàng về trang phục, cổ phục)
- Sưu tầm vật dụng, phụ kiện như túi xách, nón, mũ các loại (thường có các phù hiệu, logo, nhãn hiệu)
- Sưu tập giày dép các loại (như sở thích săn giày thể thao các loại)
- Sưu tập thực vật các loại, các mẫu cây cối (tập mẫu cây), hoa các loại, đặc biệt là thú săn hoa lan
- Sưu tập động vật các loại, thường là tập hợp các mẫu vật nhồi xác thú, hoặc nuôi nhốt động vật như nuôi thú cưng, sở thích nuôi thú nuôi độc lạ (có thể nuôi nhốt trong gia đình hoặc nuôi ở những vườn thú tư nhân, quán cà phê thú cưng), cũng có nhiều người mắc hội chứng ám ảnh tích trữ đối với động vật nên dẫn đến tâm lý tàng trữ động vật dẫn đến trong trường hợp không chăm sóc, bỏ bê, vượt quá khả năng săn sóc thì đây được xem là hành vi ngược đãi động vật (đối xử tàn bạo với động vật)
- Sưu tầm côn trùng
- Sưu tầm bướm[15]
- Sưu tầm hóa thạch, nhất là hóa thạch khủng long
- Sưu tầm đá các loại (chẵng hạn như đá vỏ chai)
- Sưu tầm các kim loại, khoáng vật, kim khí quý (sưu tầm vàng, kim cương, đá quý).
- Sưu tầm dao (bộ sưu tầm các loại dao bếp, dao vật dụng, dao vũ khí)
- Sưu tầm về chủ đề quân sự, sưu tầm vũ khí, các thông tin về chủng loại vũ khí.
- Sưu tầm về các vụ kỳ án là sở thích của những người mê thể loại phá án, điều tra, thám tử, có niềm đam mê, quan tâm sưu tầm các hung khí, các chứng cứ, tang chứng, vật chứng trong các vụ án mạng, các vụ án giết người hàng loạt chấn động, ly kỳ.
- Sưu tập cờ các loại.
- Sưu tập chữ ký (nhiều người hâm mộ đam mê sưu tầm chữ ký của những người nổi tiếng trong giới giải trí, giới thể thao ký tặng, thường là trên áo quần, mũ, vật dụng, sách vở, những tấm ảnh).

## Sưu tập gia
Dưới đây là một số nhà sưu tầm nổi tiếng trên thế giới
- Alfred Chester Beatty — Có bộ sưu tập đa dạng về chủ đề
- Barry Halper
- Bella Clara Landauer — Nhà sưu tập côn trùng
- Charles Wesley Powell — Nhà sưu tập hoa lan.
- Christopher Ross - Nhà sưu tập về chủ đề quân sự và đế chế
- Demi Moore — Sưu tập búp bê
- Donald Kaufman — Sưu tập đồ chơi cổ
- Forrest J Ackerman — Sưu tập sách và phim ảnh
- Geddy Lee — Sưu tập đàn guitar
- George Gustav Heye — Sưu tập các hiện vật về người da đỏ châu Mỹ
- George Weare Braikenridge
- Hans Sachs — Sưu tập bìa phim
- Hans Sloane — Nhà sưu tập chủ đề lịch sử tự nhiên
- Harvey H. Nininger
- Henry Wellcome — Sưu tập về chủ đề y khoa
- James Allen — Sưu tập về cổ vật và các tấm ảnh
- Joaquín Rubio y Muñoz - Sưu tập tiền cổ
- J. P. Morgan — Sưu tập các vật phẩm cổ.
- Kenneth W. Rendell — Sưu tập về các tư liệu lịch sử, đặc biệt là các tài liệu về Thế chiến II.
- King George V — Sưu tập tem
- Magnus Walker — Sưu tầm xe Porsche
- Margaret Bentinck — Sưu tầm lịch sử tự nhiên
- Philipp von Ferrary — Sưu tập tem và tiền xu
- Raleigh DeGeer Amyx — Sưu tập kỷ vật lịch sử.
- Sam Wagstaff — Sưu tập đa dạng chủ đề.
- Tim Rowett — Sưu tập tiểu thuyết và đồ chơi trẻ em.
- Tom Hanks — Sưu tập máy đánh chữ
- William Dixson — Sưu tập về chủ đề châu Úc.